# Hamilton Bailey
Hamilton Bailey (Reino Unido, 1894-Málaga, España, 1961) fue un médico y cirujano británico que realizó importantes aportaciones al campo de la cirugía, escribió varios libros sobre temas quirúrgicos entre los que destacan: Physical signs in Clinical Surgery (signos clínicos en cirugía) publicado en 1927, Emergency Surgery (emergencias en cirugía) publicado en 1930 y A Short Practice of Surgery (1932) que continúa editándose renovado y actualizado con la colaboración de otros autores y va ya por su 25ª edición.
La trágica muerte de su hijo, ocurrida en 1943 tras accidente ferroviario, cuando contaba 15 años, le afectó profundamente. En 1949 dejó de operar y precisó incluso ser internado durante 3 años en una institución psiquiátrica. Una vez recuperado se trasladó a Málaga (España), ciudad en la que falleció en 1961 como consecuencia de las complicaciones sufridas tras una intervención quirúrgica por una obstrucción intestinal.